# تشيركندي
تشيركندي (بالفارسية: چیرکندی) هي قرية تقع في أذربيجان الغربية في إيران. يقدر عدد سكانها بـ 96 نسمة بحسب إحصاء 2016.